# Sherbournia curvipes
Sherbournia curvipes là một loài thực vật có hoa trong họ Thiến thảo. Loài này được (Wernham) N.Hallé miêu tả khoa học đầu tiên năm 1970.